# Філоненко Анатолій Дмитрович

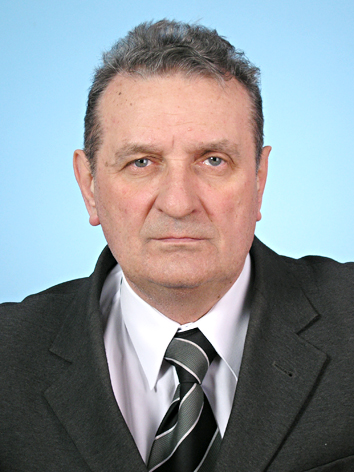

Філо́ненко Анато́лій Дмитрович (нар. 02 січня 1939, Маріуполь, Донецька область, Україна) — український науковець, професор, доктор фізико-математичних наук. Колишній викладач кафедри природничих наук Східноукраїнський національний університет імені Володимира Даля.
Автор понад 50 наукових публікацій. З них найбільш значущі статті у провідному виданні зі світовою репутацією «Успехи физических наук»:
"Детектирование космических лучей по электромагнитной радиоэмиссии ливня и возможности этого метода в диапазоне сверхвысоких энергий"
"Радиоизлучение широких атмосферных ливней"
"Радиоастрономический метод измерения потоков космических частиц сверхвысокой энергии"

## Біографія
1968 рік — закінчив Московський фізико-технічний інститут за спеціальністю «Динаміка і управління польотами».
1982 рік — захистив кандидатську дисертацію в «Інституті прикладної фізики АН СРСР».
2006 рік — захистив докторську дисертацію на тему: «Радіовипромінювання каскадних злив і детектування космічних променів надвисоких енергій». Одеський національний політехнічний університет.

## Публікації
1. Филоненко А.Д. “Микроволновое некогерентное излучение широкого атмосферного ливня”, Письма в ЖЭТФ, 99:5 (2014), 290–298; JETP Letters, 99:5 (2014), 250–257.
2. Филоненко А.Д. “О геомагнитном механизме излучения широкого атмосферного ливня”, Письма в ЖЭТФ, 97:4 (2013), 203–209; JETP Letters, 97:4 (2013), 178–183.
3. Филоненко А.Д. "Радиоизлучение широких атмосферных ливней" УФН 185 673–716 (2015).
4. Филоненко А.Д. “Нарушение когерентности радиоизлучения, вызванного каскадным ливнем в лунном реголите”, Письма в ЖЭТФ, 91:9 (2010), 483–486; JETP Letters, 91:9 (2010), 437–440.
5. Филоненко А.Д. “Об интерпретации результатов экспериментальной проверки эффекта Аскарьяна”, Письма в ЖЭТФ, 89:8 (2009), 445–448; JETP Letters, 89:8 (2009), 381–384.
6. Filonenko A.D. RADIOASTRONOMICAL MEASUREMENT OF ULTRAHIGH-ENERGY COSMIC PARTICLE FLUXES Physics-Uspekhi, 2012. Т. 55. № 8. С. 741-772.
7. Филоненко А.Д. “Энергетический спектр черенковского излучения и радиоастрономический метод измерения потока космических частиц сверхвысокой энергии”, Письма в ЖЭТФ, 86:5 (2007), 339–343; JETP Letters, 86:5 (2007), 287–291.
8. Филоненко А.Д. "Радиоэмиссия каскадных ливней и детектирование космических лучей сверхвысокой энергии" - Луганск, СНУ ім. В. Даля, 2002.- 279 C.
9. Филоненко А.Д. "Детектирование космических лучей по электромагнитной радиоэмиссии ливня и возможности этого метода в диапазоне сверхвысоких энергий" // УФН.- 2002.- Т. 172, №4.- С. 439- 471.
10. Филоненко А.Д., Чех Ю.Н. "Новый метод эффективной регистрации радиоизлучения широких атмосферных ливней с энергиями" // Радиофизика и радиоастрономия. - 2002.- Т. 7, №2.- С.160-169.
11. Филоненко А.Д. "Определение ориентации оси каскадного ливня космической частицы сверхвысокой энергии" //Письма в ЖТФ.-2002.- Т.28, №3.- С. 60-65.
12. Филоненко А.Д. "О радиочастотном компоненте переходного излучения широкого атмосферного ливня" // ЖТФ.- 2001.- Т. 71, №3.- С. 88-91.
13. Филоненко А.Д. "О природе аномального электромагнитного радиоимпульса, вызванного широким атмосферным ливнем" // Письма в ЖТФ.- 2001.- Т. 27, №10.- С. 9-15.
14. Абранин Э.П., Веремеенко И.Л., Войтенко В.А., Голубничий П.И., Коноваленко А.А., Павлюков В.Ф., Филоненко А.Д. "Экспериментальное исследование возможности регистрации космических лучей высокой энергии радиоастрономическим методом" // Известия РАН.- 2001.- сер.физ. - Т. 65, №11.- С. 1670-1671.
15. Филоненко А.Д. "Пространственно-частотные характеристики радиоэмиссии, вызванной взаимодействием широкого атмосферного ливня с поверхностью Земли" // ЖТФ.- 2000. - Т. 70, №10.- С. 127-131.
16. Филоненко А.Д. "Низкочастотная радиоэмиссия, вызванная когерентным магнитотормозным излучением заряженных частиц широкого атмосферного ливня" // ЖТФ.- 2000.- Т. 70, №10.- с. 132-134.
17. Філоненко А.Д. "Про можливість детектування космічних променів надвисокої енергіі за радіочастотним компонентом електромагнітної емісії широкої атмосферної зливи" // Укр. фіз. жур.- 2001.- Т. 46, №2.- с. 148-151.
18. Голубничий П.И., Филоненко А.Д. "Детектирование космических лучей супервысокой энергии с помощью искусственного спутника Луны" // Космічна наука и технологія.- 1999.- Т. 5, №4.- с. 87-92.
19. Филоненко А.Д. "Регистрация космических лучей очень высокой энергии декаметровым радиотелескопом УТР-2" // Письма в ЖЭТФ.- 1999.- Т. 70, №10.- С.  639-641.
20. Филоненко А.Д. "О вкладе переходного излучения в механизм радиоэмиссии широкого атмосферного ливня на низких частотах" // Известия РАН, сер. физ.- 1999.- Т. 63, №3.- С. 564-566.
21. Филоненко А.Д. "Регистрация космических лучей высокой энергии посредством наблюдения отражённого от ионосферы радиосигнала" // Письма в ЖТФ.- 1998.- Т. 24, №24.- С. 65-68.
22. Филоненко А.Д. "Перспективы детектирования космических лучей супервысокой энергии" // Письма в ЖТФ.- 1997.- Т. 23, №10.- С. 57-62.
23. Филоненко А.Д. "Детектирование космических лучей с первоначальной энергией с помощью радиотелескопа" // Известия РАН, сер. физ.- 1997.- Т. 61, №3.- С. 543-546.
24. Голубничий П.И, Филоненко А.Д. "Когерентное низкочастотное излучение, вызванное d-электронами широких атмосферных ливней" // Укр. физ. журнал.- 1996.- Т. 41, №7-8.- С.696-699.
25. Голубничий П.И., Филоненко А.Д., Яковлев В.И. "Низкочастотное радиоизлучение ШАЛ и его использование в методе радиодетектирования" // Известия РАН, сер. физ.- 1994.- Т. 58, №12.- С. 115-118.
26. Голубничий П.И., Филоненко А.Д. "Радиодетектирование широких атмосферных ливней супервысоких энергий" // Письма в ЖТФ.- 1994.- Т. 20, №23.- С. 59-62.
27. Голубничий П.И. Филоненко А.Д. "Радиоизлучение в диапазоне средних и низких частот, вызванное широким атмосферным ливнем" // Письма в ЖТФ.- 1994.-   Т. 20, №12.- С.57-61.
28. Голубничий П.И., Филоненко А.Д. "Электромагнитное детектирование широких атмосферных ливней" // Известия АН СССР, сер. физ.- 1991.- Т. 55, №4.- С. 727-729.
29. Голубничий П.И. Филоненко А.Д. "Радиационный триггер сейсмически активного слоя в детекторах пучков нейтрино высоких энергий" // Известия АН СССР, сер. физ.- 1989.- Т. 53, №2.- С. 366-368.
30. Войтенко В.А., Голубничий П.И., Филоненко А.Д. "О проекте детекторакосмических лучей сверхвысокой энергии" // Известия РАН, сер. физ.- 2002.- Т. 66, №11.- C. 1641-1643.
31. Филоненко А.Д. "Радиоизлучение, вызванное поперечным током заряженных частиц широкого атмосферного ливня" //Радиофизика и электроника.- 2004.- Т. 9, №2.- С.400-404.
32. Филоненко А.Д. "О возможности регистрации широких атмосферних ливней радиоастрономическим методом" // Радиофизика и радиоастрономия.- 2004.- Т. 9, №2.- С. 221-225.
33. Филоненко А.Д. "Радиоастрономический метод измерения потоков космических частиц сверхвысокой энергии" УФН 182 793–827 (2012).